# Thumbs.db
A Thumbs.db a Microsoft Windows által használt, alapértelmezésben rejtett állománytípus, amelyet az Intéző minden képeket tartalmazó mappához létrehoz (és magába az illető mappába tesz) a mappa első megnyitásakor, amely „miniatürizált” vagy „filmszalag” nézetre van állítva (a képeket nem tartalmazó mappák működéséhez nem szükséges). Ez tárolja a Windows Intéző részére a mappában tárolt képek miniatürizált nézeteit. A Thumbs.db megtalálható mindegyik mappában, ami képeket vagy fotókat tartalmaz és az Intéző úgy van beállítva, hogy létrehozza ezt a fájlt, például a Bélyegkép (Thumbnails) vagy Filmszalag (Filmstrip) nézetben.
A Thumbs.db a fenti nézetekben a JPEG, BMP, GIF, TIFF, PDF és HTML formátumú képek miniatürizált változatait tárolja el, mégpedig az eredeti fájl formátumára tekintet nélkül JPEG formátumban. Ha törlik a fájlt, a mappa újabb megnyitásakor ismét létrejön.
Windows XP Media Center Edition szintén létrehoz egy ehthumbs.db-t, amely ekkor a videofájlok előnézeteit tartalmazza.
Windows Vistában a Microsoft lecserélte Thumbs.db fájlokat egy olyan központosított miniatürizált képadatbázisra, ami a \Users\[felhasználónév]\AppData\Local\Microsoft\Windows\Explorer mappában található, thumbcache_xxxx.db néven.
A Thumbs.db létrehozása kikapcsolható az Intéző „Eszközök” menüjében a „Mappa beállításai…” menüpont alatt a „Nézet” fülön található „Ne gyorsítótárazza a miniatűröket” opció bekapcsolásával.

## Külső hivatkozások
- dm Thumbs – Forensic Thumbs.db and Windows thumbnail cache Database Viewer Archiválva 2011. március 16-i dátummal a Wayback Machine-ben
- Thumbnail Cache Database Viewer
- Vinetto – open-source tool to examine Thumbs.db
- Thumbs.db file structure details in Vinetto documentation
- Prevent the creation of thumbs.db files via Registry tweak
- Prevent the creation of thumbs.db files via Group Policy (Windows 7)
- Tool that extracts thumbnails from a Thumbs.db file
- Thumbs.db Viewer: displays Thumbs.db, Thumbcache*.db (Vista) and Ehthumbs.db content (headers of files, entries and thumbnails)
- Windows thumbnail cache (thumbs.db) description